# Kristina Šmigun-Vähi

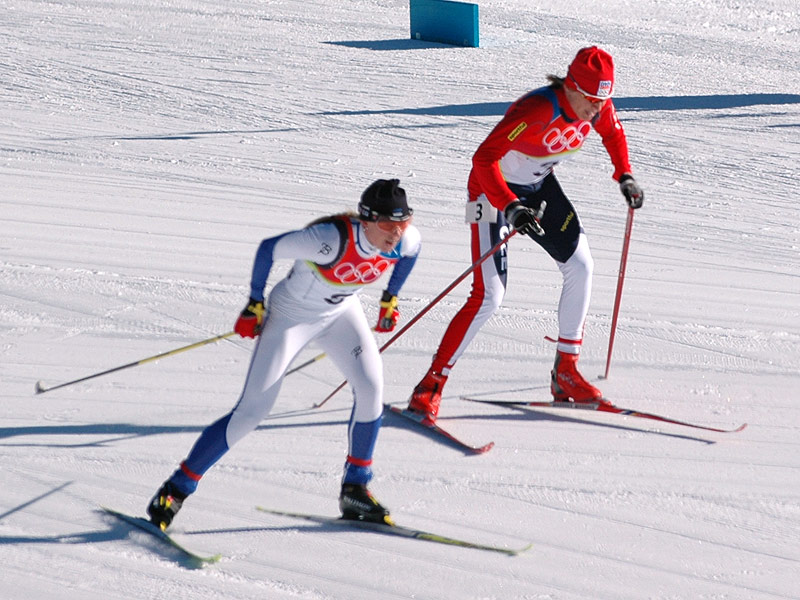
Kristina Šmigun-Vähi in duel met Kateřina Neumannová tijdens de Olympische Winterspelen 2006.

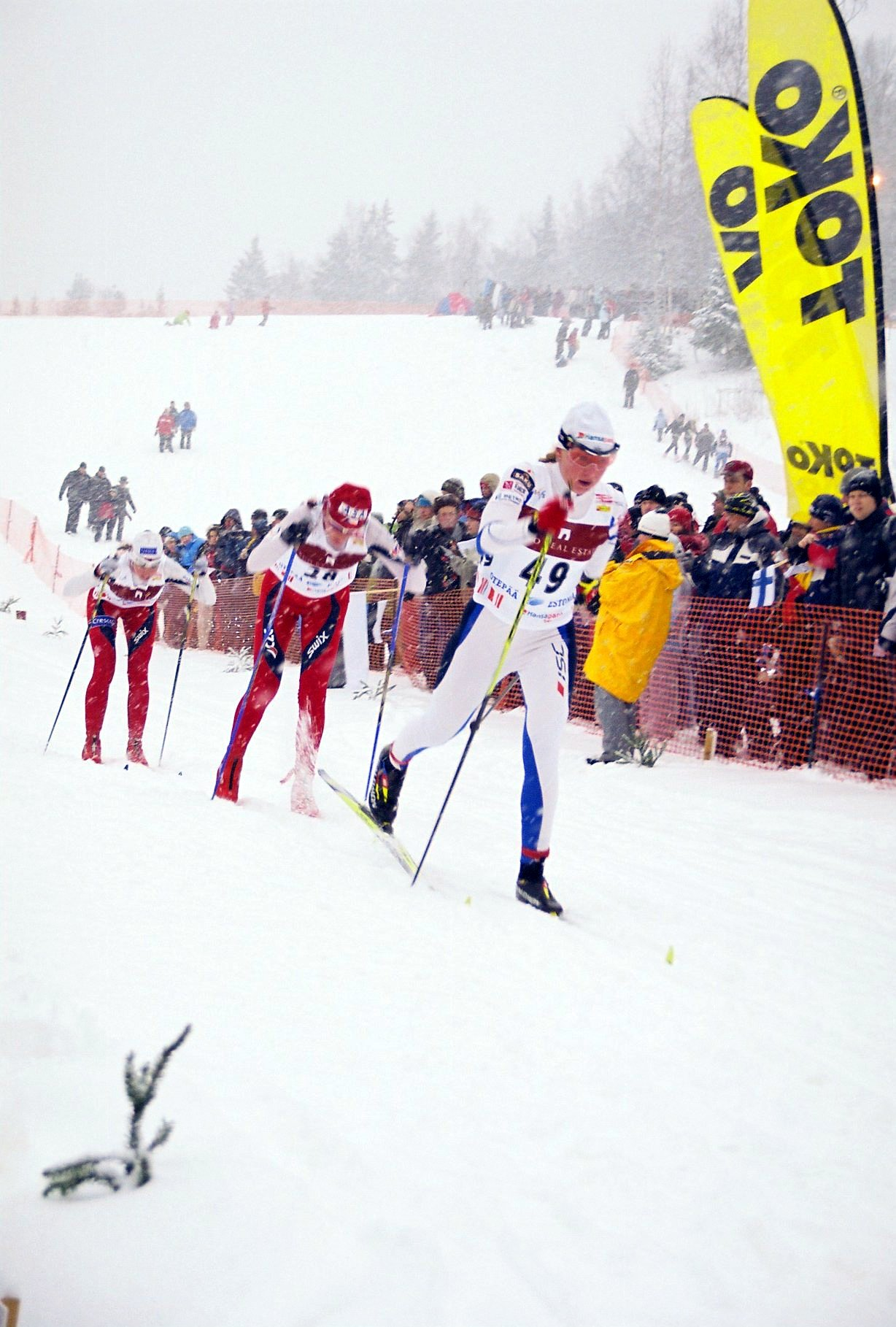
Kristina Šmigun-Vähi (49) in Otepää (2007).

Kristina Šmigun-Vähi (Tartu, 23 februari 1977) is een Estische langlaufster.
Kristina Šmigun won bij de wereldkampioenschappen langlaufen in 1999 een zilveren medaille op de 15 kilometer vrije stijl en een bronzen medaille op de 30 kilometer klassiek. Vier jaar later bij de wereldkampioenschappen 2003 behaalde ze goud op de 10 kilometer achtervolging en zilver op zowel de 10 kilometer als de 15 kilometer klassiek. Ook won ze daar nog de bronzen medaille op de 30 kilometer vrije stijl. Tot februari 2005 wist ze 15 wereldbekerzeges op te eisen. Ze werd tweemaal tweede in de algemene wereldbeker in 2000 en 2003.
Bij de Olympische Winterspelen 2006 behaalde ze haar grootste overwinning uit haar carrière door op de 15 kilometer achtervolging in de eindsprint sneller te zijn dan haar enige overgebleven rivale Kateřina Neumannová. Ook won ze goud op de 10 kilometer klassiek langlaufen.
Na het seizoen 2006/2007 besliste ze om een periode niet meer deel te nemen aan wedstrijden. Ze bleef evenwel trainen en nam deel aan de Olympische Winterspelen 2010. Op deze Spelen haalde ze een zilveren medaille op de 10 kilometer vrije stijl.

## Resultaten

### Olympische Winterspelen
| Jaar | Plaats         | Resultaten |
| ---- | -------------- | --- |
| 1994 | Lillehammer    | 30e 5 km (klassieke stijl) 27e 5+10 km achtervolging 28e 15 km (vrije stijl) 12e 4x5 km estafette                               |
| 1998 | Nagano         | 46e 30 km (vrije stijl) |
| 2002 | Salt Lake City | 25e Sprint (vrije stijl) 13e 5+5 km achtervolging DNF 10 km (klassieke stijl) 7e 15 km (vrije stijl) 7e 30 km (klassieke stijl) |
| 2006 | Turijn         | 10 km (klassieke stijl) · 15 km achtervolging · 8e 30 km (vrije stijl)                                                          |
| 2010 | Vancouver      | 10 km (vrije stijl) · DNF 15 km achtervolging · 27e 30 km (klassieke stijl)                                                     |

### Wereldkampioenschappen
| Jaar | Plaats        | Resultaten                                                                                         |
| ---- | ------------- | -------------------------------------------------------------------------------------------------- |
| 1995 | Thunder Bay   | 5e 5 km (klassieke stijl) 20e 15 km achtervolging                                                  |
| 1997 | Trondheim     | 28e 5 km (klassieke stijl) 9e 15 km achtervolging 8e 15 km (vrije stijl)                           |
| 1999 | Ramsau        | 9e 5 km (klassieke stijl) · 6e 15 km achtervolging · 15 km (vrije stijl) · 30 km (klassieke stijl) |
| 2001 | Lahti         | 19e Sprint (vrije stijl) 12e 10 km (klassieke stijl) 24e 15 km (klassieke stijl)                   |
| 2003 | Val di Fiemme | 2x5 km achtervolging · 10 km (klassieke stijl) · 15 km (klassieke stijl) · 30 km (vrije stijl)     |
| 2005 | Oberstdorf    | 4e 10 km (vrije stijl) DNF 15 km achtervolging 14e 30 km (klassieke stijl) 13e 4x5 km estafette    |
| 2007 | Sapporo       | 9e 10 km (vrije stijl) 10e 15 km achtervolging 6e 30 km (klassieke stijl) 15e 4x5 km estafette     |

### Wereldbeker
Eindklasseringen
| Seizoen   | Algm   | DI    | SP  | TdS |
| --------- | ------ | ----- | --- | --- |
| 1993/1994 | 60e    |       |     |     |
| 1994/1995 | 29e    |       |     |     |
| 1995/1996 | 17e    |       |     |     |
| 1996/1997 | 13e    | 15e   |     |     |
| 1997/1998 | 19e    | 27e   |     |     |
| 1998/1999 | 4e     | Brons |     |     |
| 1999/2000 | Zilver | Brons |     |     |
| 2000/2001 | 10e    | 23e   |     |     |
| 2001/2002 | 4e     | 24e   |     |     |
| 2002/2003 | Zilver | 41e   |     |     |
| 2003/2004 | 5e     | Brons | 47e |     |
| 2004/2005 | 4e     | Brons | 70e |     |
| 2005/2006 | 17e    | 11e   | 38e |     |
| 2006/2007 | 11e    | 5e    | -   | DNF |
| 2009/2010 | 32e    | 22e   | 84  | -   |

Wereldbekerzeges
| Datum            | Plaats                 | Onderdeel                      |
| ---------------- | ---------------------- | ------------------------------ |
| 12 januari 1999  | Nové Město             | 15 km vrije stijl              |
| 10 december 1999 | Sappada                | 10 km vrije stijl              |
| 28 december 1999 | Garmisch-Partenkirchen | Sprint (vrije stijl)           |
| 16 februari 2000 | Ulrichen               | 5 km vrije stijl               |
| 3 maart 2000     | Lahti                  | Sprint (vrije stijl)           |
| 22 december 2001 | Ramsau                 | 15 km vrije stijl (massastart) |
| 2 maart 2002     | Lahti                  | 10 km vrije stijl              |
| 23 november 2002 | Kiruna                 | 5 km vrije stijl               |
| 4 januari 2003   | Kavgolovo              | 5 km vrije stijl               |
| 22 november 2003 | Beitostølen            | 10 km vrije stijl              |
| 29 november 2003 | Kuusamo                | 15 km achtervolging            |
| 6 december 2003  | Toblach                | 15 km vrije stijl (massastart) |
| 21 december 2003 | Ramsau                 | 15 km achtervolging            |
| 28 november 2004 | Kuusamo                | 10 km klassieke stijl          |
| 18 december 2004 | Ramsau                 | 15 km vrije stijl (massastart) |
| 11 maart 2007    | Lahti                  | 10 km klassieke stijl          |